# Tupolev Tu-142
 (janvier 2012).
Si vous disposez d'ouvrages ou d'articles de référence ou si vous connaissez des sites web de qualité traitant du thème abordé ici, merci de compléter l'article en donnant les références utiles à sa vérifiabilité et en les liant à la section « Notes et références ».
Le Tupolev Tu-142F est une version maritime du Tupolev Tu-95 Bear pour la surveillance côtière et la neutralisation des sous-marins dont il y eut de nombreuses sous-versions. Il a été développé à partir du Tu-95, bombardier stratégique turbopropulsé.
Une version spécialisée pour les communications Tu-142MR était chargée des communications longue distance avec les sous-marins soviétiques lanceurs d'engins. Le Tu-142 a été développé par le bureau d'études de Tupolev et fabriqué par les usines de Kuibyshev Aviation (en) et le Taganrog Machinery de 1968 à 1994. D'abord en service dans la Marine soviétique puis l'armée de l'Air ukrainienne, il sert actuellement dans l'aviation navale russe et la marine indienne. Il est propulsé par 4 moteurs Kouznetsov NK-12MV.
Développé en réponse au programme Polaris américain, le Tu-142 est né de la nécessité d'une plate-forme de guerre anti sous-marine soviétique viable. Il a succédé au projet mort-né Tu-95PLO, la première tentative de Tupolev à modifier le Tu-95 pour une utilisation maritime. Le Tu-142 diffère du Tu-95 par un fuselage allongé pour accueillir l'équipement spécialisé pour ses rôles ASM et de surveillance, un train renforcé pour manœuvrer sur un mauvais terrain, améliorations de l'avionique et de l'armement, et des améliorations de performances générales. La capacité du Tu-142 a été progressivement augmentée tandis qu'il était en service, jusqu'au Tu-142MZ, la version finale longue portée du Tu-142 avec une avionique de combat hautement sophistiquée et une grande charge utile. Tupolev a également converti un certain nombre de Tu-142 avec l'avionique (Tu-142MP) et les moteurs (Tu-142LL).
La dernière version disponible à ce jour est le Tupolev tu 142MR, qui est une modernisation de la version F, l'appareil étant chargé d'assurer la communication entre le gouvernement et les sous-marins de la flotte. Il existe d'autres versions qui n'ont pas atteint le stade de la série.

## Études et développement

### Premières études
Fin des années 1950, la marine américaine a développé le Polaris, un missile balistique lancé par sous-marins (SLBM) avec une portée de plus de 1 800 km. Les tirs d'essai de propulseurs pour parfaire la conception culminant au premier lancement sous-marin d'un missile balistique par l'USS George Washington le 20 juillet 1960. Le Polaris est devenu opérationnel le 15 novembre de cette même année, lorsque l'USS George Washington a quitté Charleston, Caroline du Sud, avec  des missiles Polaris dotés de têtes nucléaires.
Le gouvernement soviétique a par conséquent ordonné à Tupolev et d'autres avionneurs une étude pour la lutte anti-sous-marine (ASM). Tupolev à d'abord conçu le Tu-95PLO (PLO pour « protivolodochnaya Oborona », ou « guerre anti-sous-marine »), un développement du Tu-95 équipé de bouées acoustiques, de mines anti-sous-marines et torpilles. Il devait atteindre 9 000 kg de charge utile avec un temps de vol maximum de 10,5 heures. Cependant, la conception a été abandonnée, car il manquait un puissant radar, d'un système d'imagerie thermique (infrarouge) et d'un détecteur d'anomalies magnétiques (MAD). Le 28 février 1963, le Conseil des ministres (l'organe exécutif et administratif de l'Union soviétique) a émis une directive à Tupolev nécessitant son bureau pour développer un avion de lutte ASM à longue portée.

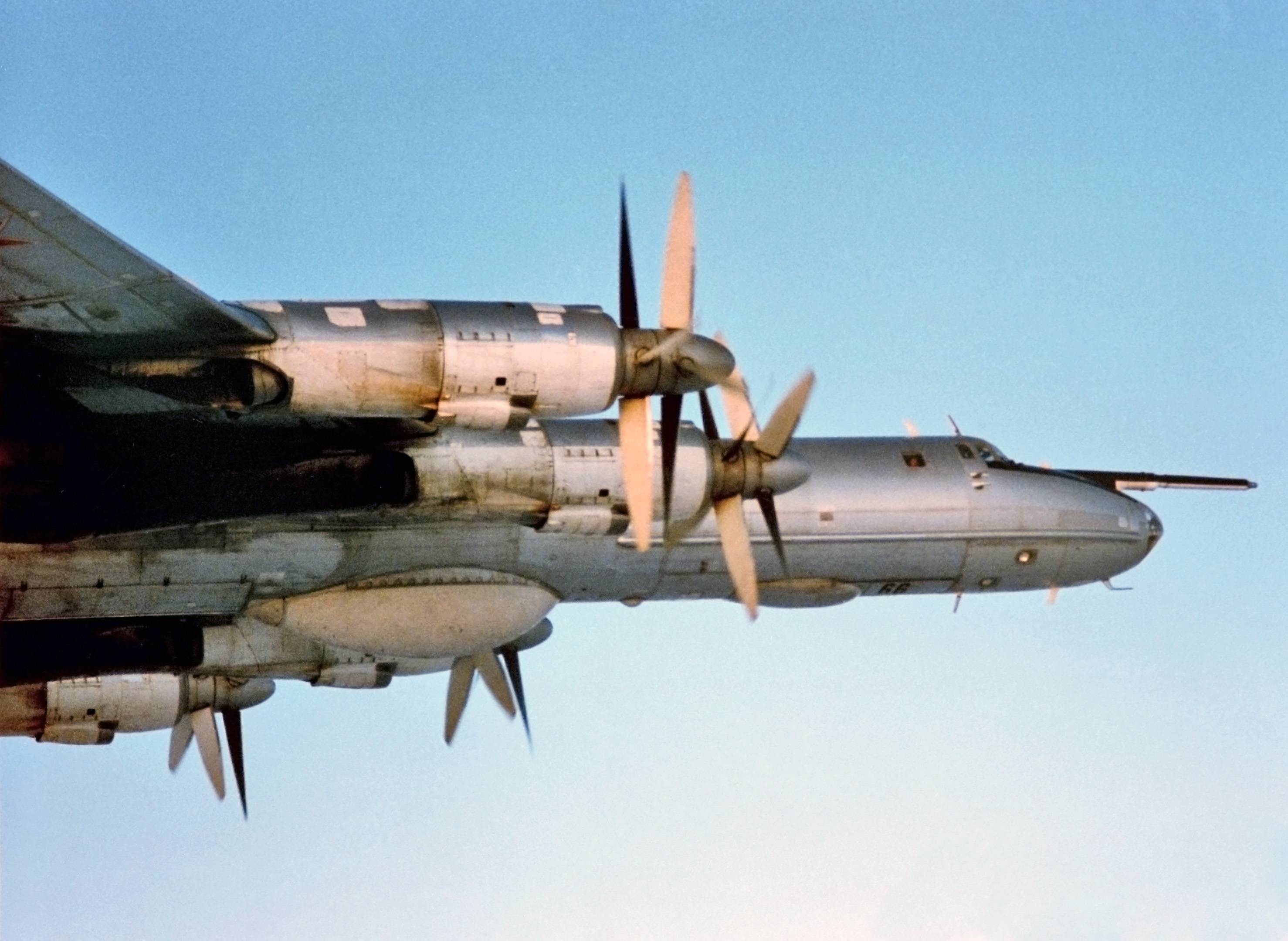
Le Tu-142M est propulsé par quatre turbopropulseurs Kuznetsov NK-12MV de 11033 kW munis d'énormes hélices AV-60N contrarotatives.

La conception résultante a été nommée Tu-142 et avait des traits en commun avec le Tu-95RT. Les tourelles ventrales et dorsales avaient été remplacées par le grand radôme diélectrique abritant le système de radar Upseh, ultérieurement remplacé par un système d'imagerie thermique situé dans un carénage plus petit. Laissant la tourelle de queue avec deux canons AM-23 (en) de calibre 23 mm avec contremesures électroniques comme seul armement défensif. Le système de recherche et de ciblage de l'avion consistait en un radar 360° Berkut (Golden Eagle). Un système de navigation complexe a été intégré avec un système de ciblage. Les différences structurelles comprenaient un changement de profil aérodynamique de l'aile amenant l'aire à 295 m2. Les gouvernes ont été augmentées de 14 % avec des commandes hydrauliques améliorées. Des réservoirs de carburant en métal ont remplacé les vessies en caoutchouc. Pour permettre au Tu-142 d'opérer à partir de pistes de fortune, les bogies à quatre roues du train d'atterrissage principal du Tu-95 ont été remplacées par des unités à six roues, les carénages du train d'atterrissage ont également été modifiés,.
Le premier Tu-142 (n° de construction 4 200) a été construit au Kuibyshev Aviation Plant (en) à Samara. Il a effectué son premier vol le 8 juin 1968 avec aux commandes le pilote d'essai I. K. Vedernikov décollage de Zhukovsky Airfield (en) au sud-est de Moscou,. Les premiers tests ont révélé que le fuselage devait être allongé d'au moins 1,50 m pour accueillir de nouveaux équipements de combat. Ainsi le second prototype (c/n 4201) du programme est testé le 3 septembre avec une augmentation de 1,70 m du fuselage avant ; modification retrouvée sur tous les Tu-142 suivants. Le troisième et dernier développement est arrivé le 31 octobre doté de tout l'équipement. En mai 1970, l'Aéronavale soviétique (en) (AV-MF) - composante air de la Marine soviétique - reçut des Tu-142 de production pour essais opérationnels.

### Versions améliorées
| Production                                      | Usine    | AM-VF    | NATO          |
| ----------------------------------------------- | -------- | -------- | ------------- |
| approx. 12 *                                    | Tu-142   | Tu-142   | Bear F        |
| 6 *                                             | Tu-142   | Tu-142   | Bear F Mod. 1 |
| N/A *                                           | Tu-142M  | Tu-142   | Bear F Mod. 2 |
| approx. 43 *                                    | Tu-142MK | Tu-142M  | Bear F Mod. 3 |
| N/A *                                           | Tu-142MZ | Tu-142MZ | Bear F Mod. 4 |
| N/A *                                           | Tu-142MR | Tu-142MR | Bear J        |
| * Construit à Kuibyshev ** Construit à Taganrog |          |          |               |

Durant les premières opérations, les Tu-142 révélèrent quelques limitations. Les capacités de l'avion sur mauvais terrain se montrèrent limitées, aussi les doubles bogies à six roues utilisés sur les douze premiers des trente-six appareils furent remplacés par les bogies renforcés à quatre roues de l'avion de ligne Tu-114, en conséquence les puits de roues des nacelles furent amincis. Ces modifications ainsi que la suppression du système d'imagerie thermique et d'une partie des contre-mesures ont réduit la masse à vide de 4 000 kg. L'avion modifié comprenait également une salle de repos pour les missions de longue durée, et a reçu le nom de code (Bear F Mod 1). De 1968 à 1972, l'usine Kuibyshev a produit un total de 18 Tu-142,,.
Au début des années 1970, la production de Tu-142 a été transférée à l'usine de Taganrog près de la mer Noire. Il a été spéculé que la mise en service de l'usine inactive avait pour but de donner de l'emploi aux travailleurs là-bas. Le déplacement de ligne de montage a requis de nombreuses améliorations dans l'usine et la région environnante, y compris la mise en place de nouveaux ateliers de montage, l'installation de nouvelles machines et outillage, la re-formation de la main-d'œuvre, et la construction d'un nouvel aérodrome. La préparation a eu lieu jusqu'en 1975, lorsque la production du première Tu-142 a commencé. Les Tu-142 construits par Taganrog intégraient les changements effectués sur le dernier de l'avion de Kuibyshev. Ces différences incluaient un allongement de 30 centimètres à l'avant du fuselage et un cockpit redessiné. D'autres changements comprennent de nouveaux bogies principaux de train d'atterrissage à deux essieux. Cette version a reçu la désignation d'usine Tu-142M, qui n'a pas été adoptée par la marine soviétique ; l'OTAN l'a baptisée « Bear-F » Mod 2,.

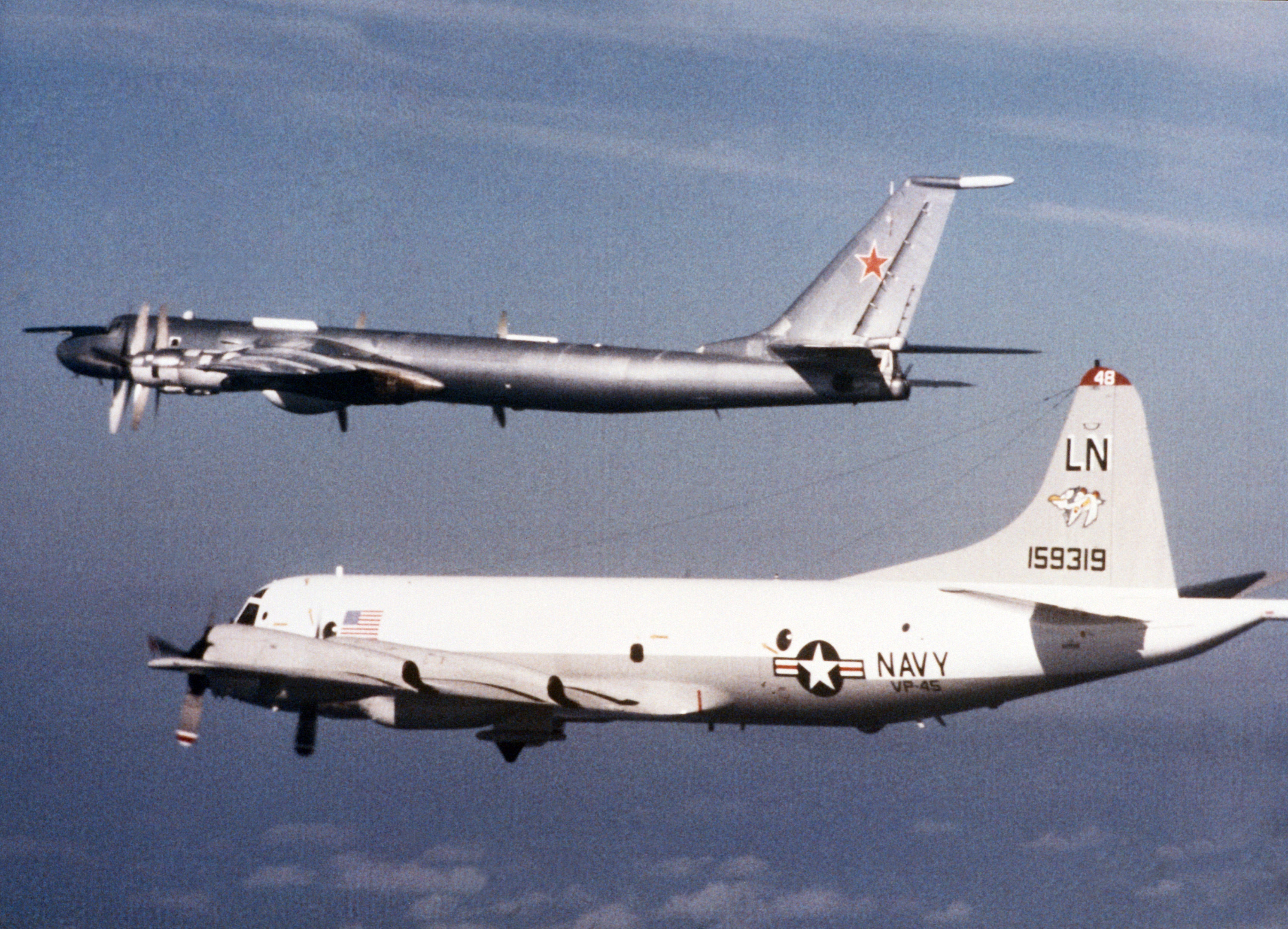
Un Tu-142MK escorté par un Lockheed P-3 de l’escadron VP-45 de la marine américaine (mars 1986).

Dans les années 1970, la technologie silencieuse dans les sous-marins a rendu les bouées acoustiques et les dispositifs de déclenchement inefficaces. Au cours des années 1961 et 1962, l'Union soviétique a mené la recherche et le développement d'un système explosif sonore (SES) - utilisé pour localiser les sous-marins en plongée profonde - sous le nom de Udar (Coup). En 1965, les travaux ont commencé sur les systèmes de bouées acoustiques à l'aide du SES pour être intégré au radar Berkut. Le programme a été reporté lorsque l'un des aéronefs destinés à l'emporter, l'Iliouchine Il-38, a été jugé incompatible. Les développements ont abouti à Udar-75, qui a été intégré dans une nouvelle recherche et système de ciblage (STS) des Tu-142M construits par Taganrog.
Un nouveau système d'acquisition de cible surnommé Korshun-K, dont la pierre angulaire était le radar Korshun (Kite), a été installé sur tous les Tu-142 ultérieurs. Ce système a été utilisé pour détecter les sous-marins en surface ou immergés, communiquer avec d'autres avions et des bases de lutte-anti-sous-marines au sol, et l'exécution de tâches de navigation et tactiques.
Les trois premiers Tu-142M étaient les premiers avions à être équipés de ce système, et donc étaient re-désignés Tu-142MK (Bear F Mod. 3). Il a été le premier Tu-142 à disposer d'un MAD, son système MMS-106 Ladoga étant monté dans un carénage d'arrière-face au sommet de la dérive.
Le premier des trois Tu-142MK qui a subi l'étape A du programme d'essais a réalisé son premier vol le 4 novembre 1975. Malgré des chiffres de performance lamentables, un feu vert de production a été donné. Le stade B, mené durant avril-octobre 1978, a constaté que l'avionique de l'avion était très peu fiable; comme au stade A, ces problèmes ont apparemment été ignorés quand une directive émise le 19 novembre 1980 a autorisé le Tu-142MK pour le service opérationnel.

### Mise à jour technologique
Au moment même où le Tu-142MK est entré en service, son système Korshun-K STS était déjà en train de devenir obsolète. Les travaux ont commencé sur une autre amélioration du Tu-142, donnant le Tu-142MZ (Bear F Mod. 4) avec le Korshun-KN-N STS. Il s'agissait de Nashatyr-Nefrit (Ammonia/Jade) ASM avionique, qui comprenait le  système de sonar Zarechye. Ainsi que les bouées RGB-1A et RVB-2  du Berkut, le Tu-142MZ était compatible avec les bouées RVB-16 et RGB-26. Lorsque l'on travaille avec l'avionique de guerre anti sous marine, ces bouées fournissent une couverture 50 % plus grande. Les Kuznetsov NK-12MV ont été remplacés par des moteurs NK-12MP plus puissants, et pour la première fois, le Tu-142 avait une capacité de démarrage moteur indépendant - avec l'ajout de l'unité TA-12  de puissance auxiliaire. Cette variante se distingue des Bear F précédents par les carénages de menton abritant plusieurs antennes.

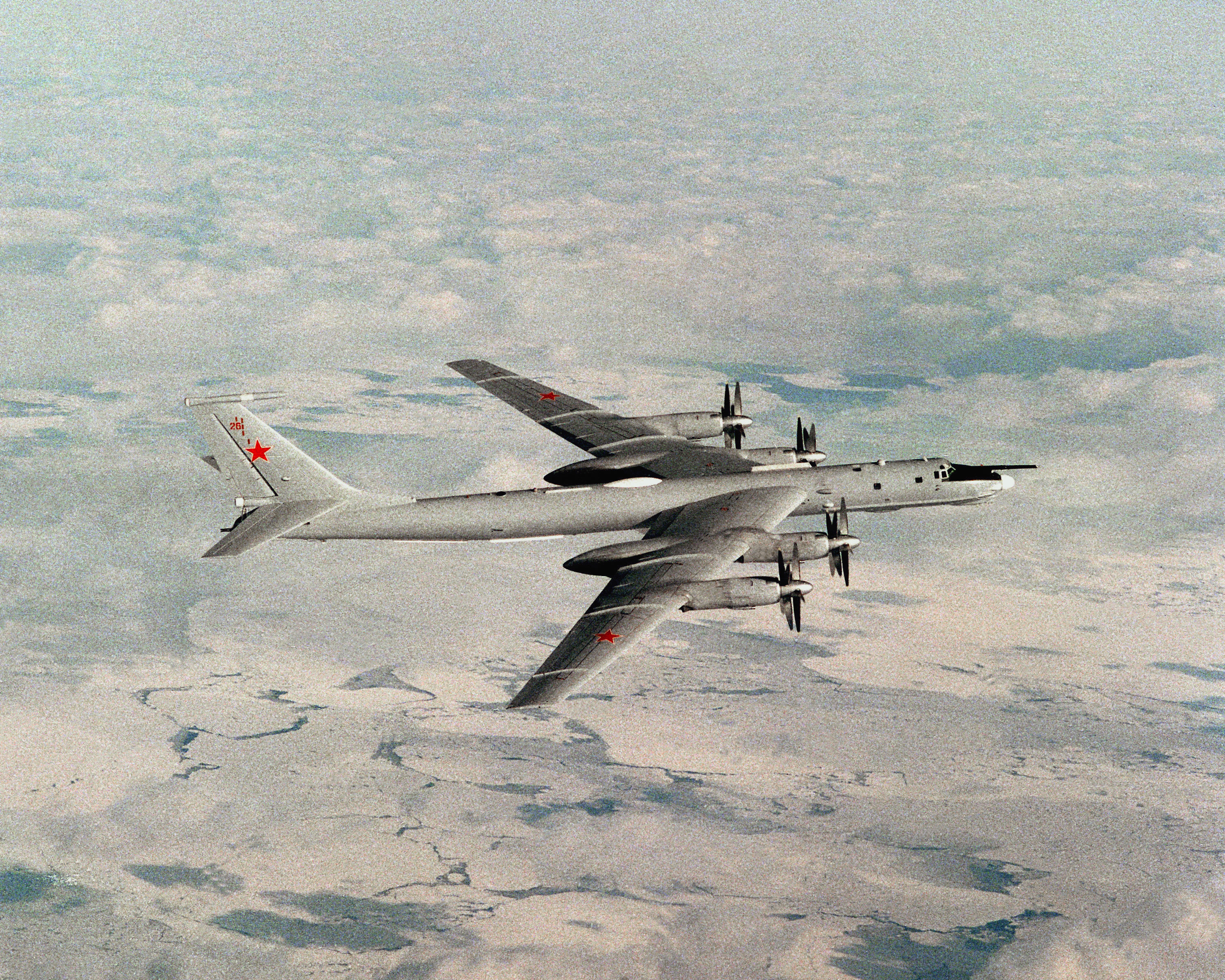
Un Tu-142MR en vol.

Le programme d'essais en vol a commencé en 1985 avec le vol d'un Tu-142M transformé équipé de la nouvelle avionique ; essais d'acceptation de l'État ont commencé dans les deux ans. Les résultats des tests sont avérés être excellents, l'avion a suivi avec succès des sous-marins à propulsion nucléaire de la Flotte du Nord et de la Flotte du Pacifique. L'avion est devenu opérationnel dans l'aéronavale russe (AV-MP) en 1993. Le dernier Tu-142MZ est sorti de la chaîne de production Taganrog l'année suivante, mettant fin à un cycle de production de 26 ans au cours de laquelle cent Tu-142 ont été produits,.
Une variante de communication désigné Tu-142MR (Bear J) était la dernière version de production du Tu-142. Il a été chargé des communications longue portée avec les sous-marins soviétiques porteurs de missiles balistiques, un rôle similaire de celui du Boeing E-6 Mercury. Le Tu-142MR différait des avions de guerre anti sous marine Tu-142 en ayant une avionique moins sophistiquée, mais avait un long fil antenne radio de traine pour relayer les messages vers les sous-marins soviétiques submergés en temps de guerre nucléaire. Ce fut parmi les nombreuses particularités du Tu-142MR qui lui permet de communiquer avec les satellites, les postes de commandement aéroportés, au sol et les sous-marins,. L'avion a remplacé l'Iliouchine Il-80 dans le rôle aéroporté de commandement et de contrôle. Les Tu-142 sont actuellement[Quand ?] exploités par le 76e régiment de l'aviation navale de Kipelovo (en). D'autres développements du Tu-142 comprennent le Tu-142MRT variante unique de reconnaissance maritime, et le non construit Tu-142MS variante porteur de missiles.

## Histoire opérationnelle

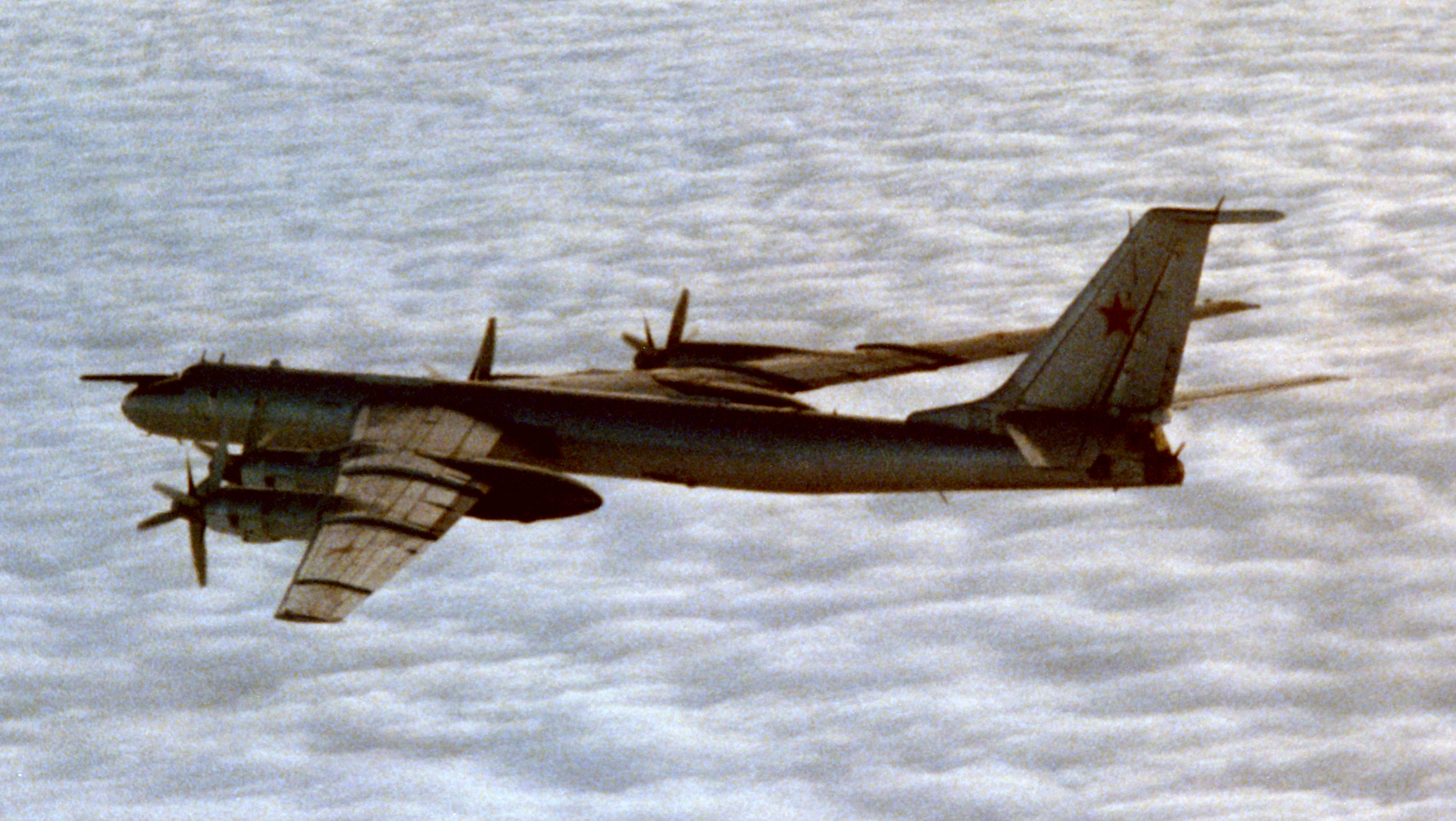
Un Tu-142M soviétique volant au-dessus des nuages, 1986.

Pour se préparer aux opérations sur Tu-142, le 22 juin 1960 la marine soviétique a commencé la sélection du personnel pour une formation de conversion. Le premier groupe a commencé sa période de formation de trois mois le 4 mars 1970 dans la ville balnéaire de Nikolayev (depuis rebaptisée Mykolaïv).
Pendant ce temps, les premiers Tu-142 ont été livrés à la Flotte du Nord à Kipelovo AB, où ils ont été initialement chargés du suivi et de la surveillance de sous-marins nucléaires dans le cadre d'essais opérationnels. Tout au long du programme d'essai, l'effort a porté sur la vérification de l'avionique ASM, notamment le radar Berkut-95, la cellule elle-même n'était pas une préoccupation majeure. Le Tu-142 a atteint la capacité opérationnelle en décembre 1972 après un programme d'essai en vol réussi. Avant cela, en décembre 1971, le deuxième groupe sélectionné pour le Tu-142 a commencé ses opérations de formation de conversion. Les livraisons de l'avion ont commencé lentement, quand plus de Tu-142 ont été produits, ils ont été affectés à la Flotte du Pacifique.
Tout au long de son histoire opérationnelle, le Tu-142 a démontré des capacités importantes. Les 19-22 août 1974, quatre Tu-142 ont filé un sous-marin étranger dans la mer de Barents ; l'un des avions a signalé à avoir maintenu un contact continu pendant 2 h 55. En 1975, un Tu-142 a réussi à tracer un sous-marin soviétique pendant 3 h 16. Le 10 octobre 1977 , un groupe de cinq Tu-142 a suivi un sous-marin américain dans la mer des Philippines, l'un des Tu-142 aurait tracé le sous-marin pendant 4 h 5. Des Tu-142 soviétiques, en plus de l'exploitation au niveau national, ont été envoyés à l'étranger dans des bases amicales en Angola, à Cuba, en Éthiopie, au Viêt Nam et au Yémen. Au début des années 1990, avec la dissolution de l'Union soviétique, la flotte de Tu-142 de l'URSS a été remise à la marine russe, la Force aérienne ukrainienne a gagné les quelques Tu-142 qui avaient été laissés sur son territoire. Les Tu-142 Ukrainiens ont été plus tard démantelés à la suite de l'accord bilatéral START I traité signé entre les États-Unis et l'Union soviétique en 1991, qui est entré en vigueur à la fin de 1994.

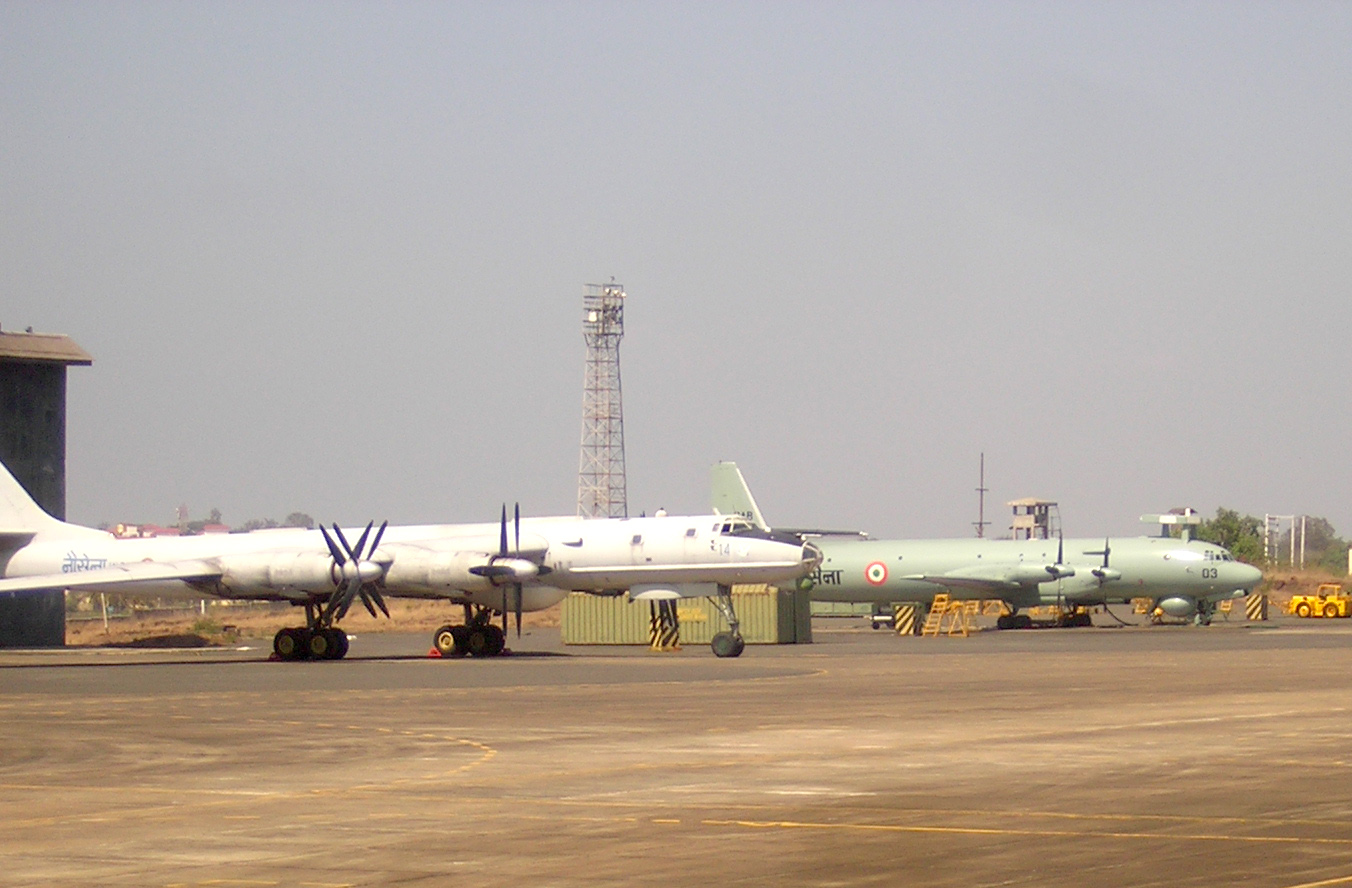
Un Tu-142MK-E et un Ilyushin Il-38 « May » de l'aéronavale indienne stationnés à INS Rajali, Arakkonam (avril 2006).

Outre les applications militaires du Tu-142, un exemplaire unique de Tu-142MP a été utilisé pour tester une nouvelle version d'équipements de guerre anti-sous-marine . Un autre Tu-142 a été transformé pour remplacer le Tu-95SP pour les essais de moteurs turboréacteurs. Désigné Tu-142LL, l'équipement et l'armement de guerre ASM ont été enlevés pour permettre un banc d'essai de moteur emporté sous le ventre. Certains des moteurs installés étaient le NK-25 pour le Tu-22MZ, RD36-51A pour le Tu-144D et le NK-32 pour le Tu-160. Le premier Tu-142MK a été converti en un rôle de laboratoire aéroporté, remportant plusieurs records d'altitude en horizontal et de temps de montée en altitude dans sa catégorie.
En 1981, la marine indienne a commencé à envisager un appareil de reconnaissance maritime à long rayon et de guerre anti-sous-marine pour son aéronavale. L'Union soviétique a d'abord offert de rénover certains de ses propres Tu-142 pour l'Inde, plutôt que de construire de nouveaux avions. La marine indienne a d'abord hésité sur le gros Tu-142, qui était lourd et donc nécessitait des pistes renforcées et prolongées sur les bases possibles.
Par conséquent, le service a demandé trois Iliouchine Il-38 - alors réformés du service dans la marine soviétique - rénovés pour les opérations indiennes. Cette demande a échoué, et donc en décembre 1984 un accord pour acheter huit Tu-142 a été signé.
Pour une période de douze mois à partir de mai 1987, la marine indienne a envoyé 40 pilotes et observateurs, 16 agents techniques et 128 marins à Riga pour la formation. Le 30 mars 1988, les trois premiers Tu-142 sont arrivés à la base aéronavale indienne INS Hansa, Goa, après un vol depuis Simferopol dans la péninsule de Crimée. Le 13 avril deux autres avions sont arrivés, avant la mise en service de l'INAS 312 (en), l'opérateur indien du Tu-142 ; fin octobre une  flotte de huit Tu-142 était livrée. En mai 1992, l'escadron a été relocalisé sur sa base d'exploitation INS Rajali (en) sur la côte est de l'Inde. Les Tu-142s devraient être remplacés par douze Boeing P-8Is plus petits,.

## Variantes
Tu-142Un allongement Tu-95 avec l'armement défensif enlevé, et, à la place, des systèmes de guerre anti sous-marine installés. Douze avions d'abord ont eu un train d'atterrissage avec bogies à six roues. Les six avions suivants avaient des bogies à quatre roues. Construite par Kuibyshev Aviation.
Tu-142MExtension de 30 centimètres à l'avant du fuselage, cockpit redessiné et principaux bogies du train de roulement à deux essieux. Construite par Taganrog.
Tu-142MKAmélioration avec la nouvelle variante du radar Korshun, de l'avionique et des équipements de guerre anti sous-marine. 43 Tu-142MK ont été construits par Taganrog.
Tu-142MK-EHuit Tu-142MK rétrogradés achetés par l'aéronavale indienne. E signifie « Export ».
Tu-142MZLa dernière variante de la production du Bear F, avec de nouveaux moteurs NK-12MP et une nouvelle suite avionique. Peut être distingué des autres Tu-142s par ses carénages de menton. Construite par Taganrog.
Tu-142MZ-KVariante cargo commerciale proposée du Tu-142MZ (le K pour « kommercheskiy »), avionique de guerre anti sous-marine supprimée. Également désigné Tu-142MZ-C.
Tu-142MPMise à jour unique Tu-142M utilisée comme banc d'essai d'avionique.
Tu-142MRTu-142MK modifiés construits pour les communications sous-marines, avions de relais. A des carénages et composants externes distinctifs. Nom de code OTAN « Bear J ».
Tu-142LLDeux anciens Tu-142 convertis utilisés pour les essais de turboréacteurs à double flux. Équipement de guerre anti sous-marine retiré.

## Opérateurs
Russie
- L'aéronavale russe avait quinze Tu-142 en service en décembre 2010[41].

Anciens
 Union soviétique
- Les Tu-142 de l'aéronavale soviétique ont été répartis entre l'aéronavale russe et l'aéronavale ukrainienne  après la chute de l'Union soviétique.

 Ukraine
- La Force aérienne ukrainienne a hérité d'un nombre inconnu de Tu-142 après l'effondrement de l'Union soviétique. Ils ont été démantelés en conformité avec l'accord START I.

 Inde
- L'aéronavale indienne avait huit Tu-142MKE entrés en service à partir de 1988 basés à INS Rajali, Arakkonam, Tamilnadu[41]. Ils ont effectué au total de 30 000 heures de vol, sans accident et ont été retirés le 29 mars 2017. Ils sont remplacés par des Boeing P-8 Poseidon[42]

## Accidents notables
Le 7 novembre 2009, onze membres d'équipage ont été tués lorsque leur Tu-142 s'est écrasé sur le détroit de Tartarie près du Japon lors d'un vol d'entraînement. Le vol des avions appartenant à la Flotte du Pacifique ont été suspendus en attendant une enquête sur l'accident. Rien n'indique que l'équipage a fait usage de l'équipement d'urgence, même si une embarcation de sauvetage à bord de l'avion était équipé d'un dispositif qui transmet un signal en cas d'accident. Le chef d'état-major, le général Nikolay Makarov (en) pense qu'une panne  moteur pourrait avoir causé l'accident. Un service commémoratif a eu lieu pour l'équipage le 16 décembre 2009. La recherche des corps des onze membres de l'équipage a été suspendue à plusieurs reprises en raison de la banquise et le mauvais temps, et a été prévue pour être reprise sur le 28 mai 2010.